# Michiel Hemmen
Michiel Hemmen (Zaanstad, 28 giugno 1987) è un ex calciatore olandese, di ruolo attaccante.

## Carriera
Ha vinto due volte la seconda divisione olandese.

## Palmarès

### Club

#### Competizioni nazionali
- Eerste Divisie: 2

Volendam: 2007-2008
Cambuur: 2012-2013